# Bergbladspeurder
De bergbladspeurder (Anabacerthia striaticollis) is een zangvogel uit de familie Furnariidae (ovenvogels).

## Verspreiding en leefgebied
Deze soort komt voor van noordwestelijk Venezuela tot centraal Bolivia en telt zes ondersoorten:
- A. s. anxia: de bergen van Santa Marta (noordoostelijk Colombia).
- A. s. perijana: de bergen van Perijá (noordoostelijk Colombia en noordwestelijk Venezuela).
- A. s. venezuelana: noordelijk Venezuela.
- A. s. striaticollis: de Andes van Colombia en westelijk Venezuela.
- A. s. montana: van zuidoostelijk Colombia en oostelijk Ecuador tot centraal Peru.
- A. s. yungae: zuidelijk Peru en westelijk Bolivia.

## Status
De grootte van de populatie is niet gekwantificeerd maar de soort wordt omschreven als vrij algemeen. Op de Rode lijst van de IUCN heeft deze soort de status niet bedreigd.